# Raze (Haute-Saône)
Raze település Franciaországban, Haute-Saône megyében. Lakosainak száma 379 fő (2022. január 1.). Raze Aroz, Baignes, Clans, Neuvelle-lès-la-Charité, Noidans-le-Ferroux, Rosey, Traves és Vy-le-Ferroux községekkel határos.

## Népesség
A település népessége az elmúlt években az alábbi módon változott:
| Lakosok száma | 341  | 346  | 355  | 352  | 355  | 355  | 363  | 371  | 379  |
|               | 2013 | 2015 | 2016 | 2017 | 2018 | 2019 | 2020 | 2021 | 2022 |